# Ancylosternus
Ancylosternus is een kevergeslacht uit de familie van de boktorren (Cerambycidae). De wetenschappelijke naam van het geslacht werd voor het eerst geldig gepubliceerd in 1834 door Dupont in Audinet-Serville.

## Soorten
Ancylosternus omvat de volgende soorten:
- Ancylosternus annulicorne Martins & Galileo, 2010
- Ancylosternus morio (Fabricius, 1787)